# Anni 100
Gli anni 100 sono il decennio che comprende gli anni dal 100 al 109 inclusi.